# Dipoena ohigginsi
Espèce
Dipoena ohigginsi est une espèce d'araignées aranéomorphes de la famille des Theridiidae.

## Distribution
Cette espèce est endémique de la région d'O'Higgins au Chili,. 

## Description
La femelle holotype mesure 3,0 mm.

## Étymologie
Son nom d'espèce lui a été donné en référence au lieu de sa découverte, la région d'O'Higgins.

## Publication originale
- Levi, 1963 : American spiders of the genera Audifia, Euryopis and Dipoena (Araneae: Theridiidae). Bulletin of the Museum of Comparative Zoology, vol. 129, no 2, p. 121-185 (texte intégral).